# جارنوفيتسا
 جارنوفيتسا (بالسلوفاكية: Žarnovica)‏ مدينة في وسط سلوفاكيا وتتبع إقليم بانسكا بيستريتسا.

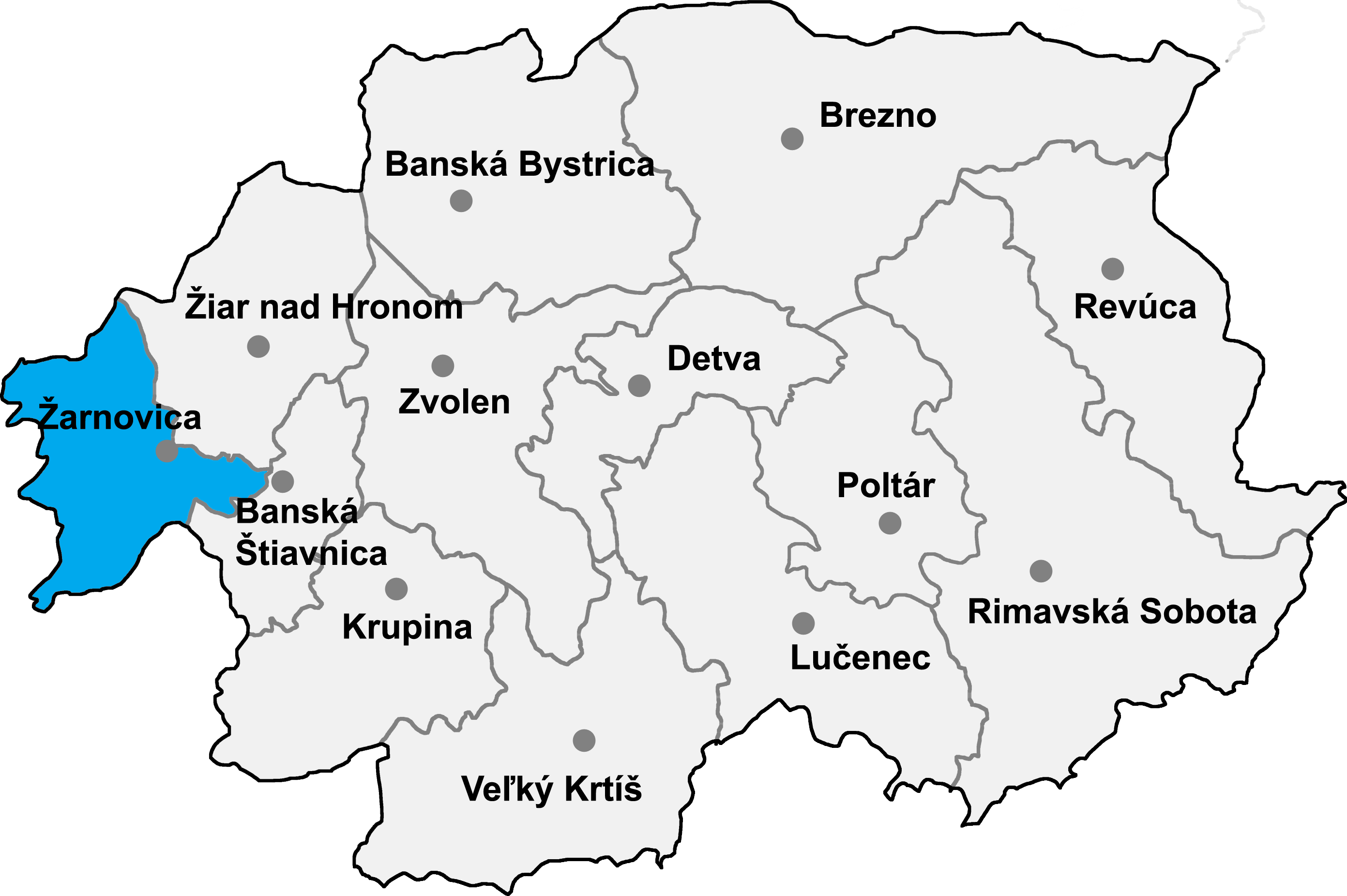
موقع جارنوفيتسا في إقليم بانسكا بيستريتسا